# Petrus Weiland
Petrus Weiland, född 5 november 1754 i Amsterdam, död 26 januari 1841 i Rotterdam, var en nederländsk språkforskare. 
Weiland blev predikant i den remonstrantiska församlingen i Woerden 1781, Utrecht 1783 och Rotterdam 1785. Han utgav en serie grammatiska och lexikaliska verk över sitt modersmål, av vilka de mest bekanta är Nederduitsch taalkundig woordenboek (1799–1811) och Nederduitsche spraakkunst (utgiven på uppdrag av nederländska regeringen, 1805). Av kung Vilhelm I erbjöds honom en professur i nederländska språket och litteraturen vid universitetet i Utrecht, men han fortfor att ägna sig åt sin församlingstjänst.